# Srí Csinmoj
Csinmoj Kumár Ghós, ismertebb nevén Srí Csinmoj (bengáli: শ্রী চিন্ময় angol: Sri Chinmoy), (Brit India, 1931. augusztus 27. – New York, 2007. október 11.) bengáliai születésű, élete nagy részében Amerikában élő spirituális tanító, guru. Ismert mint író, költő, zeneszerző, zenész, művész és sportoló is.

## Életrajz

### Indiában (1931–1964)
1931-ben született Sakpura faluban, Chittagong városának közelében, az akkori Brit-India Kelet-Bengália régiójában, a mai Banglades területén. Szülei hét gyermeke közül a legfiatalabb. Apja, Sasi Kumár Ghos vasúti alkalmazott volt, később egy bank tulajdonosa és igazgatója. Anyja, Jogamaja Ghos vezette a család háztartását, és érdeklődött a lelkiség iránt. 
1943-ban a 12 éves Chinmoy elvesztette apját egy betegség miatt, és néhány hónappal később az anyja is meghalt. 1944-ben követte testvéreit és belépett a Sri Aurobindo ásramába Puduccseriben, Dél-Indiában. Az iskola befejezése után különféle kézműves műhelyekben dolgozott az ásramban.
12 vagy 13 éves korában elkezdett verseket írni. Az 1950-es évek végén írta első esszéit.
Önéletrajza alapján tizenévesen mély belső tapasztalatokra tett szert, és a következő húsz évet főleg spirituális gyakorlatokkal töltötte, a meditációnak szentelve idejének nagy részét. Leírása alapján a szahádzs szamádhit először 19 éves kora körül érte el.

### Nyugaton (1964–2007)
1964-ben belső késztetés nyomán New Yorkba költözött. 1964 júniusától 1967 júniusáig az ottani indiai konzulátuson dolgozott. Három év után lemondott a konzulátuson végzett munkájáról, és New Yorkban elkezdett nyilvános meditációkat tartani. 1967-től gyakran utazott és előadásokat tartott Észak-Amerika, a Karib-szigetek, továbbá a Fülöp-szigetek és Japán oktatási intézményeiben és nagyobb egyetemein. Több mint százötven egyetemen tartott előadást szerte a világon, köztük Oxfordban és Cambridgeben.
Tanításai hamarosan elterjedtek Észak-Amerikában, Európában és a Távol-Keleten. A Vatikánban zártkörű audienciát tartott a pápánál, aki kitüntetéssel ajándékozta meg.

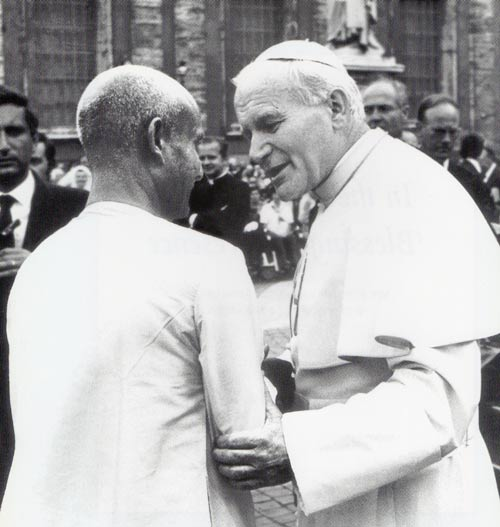
Sri Chinmoy egy vatikáni látogatásán 1980-ban, II. János Pál pápával

#### Békemeditációk az ENSZ-ben (1970-2007)
1970-ben, U Thant ENSZ főtitkár felkérte Srí Csinmojt, hogy tartson heti kétszer csendes békemeditációkat az ENSZ New York-i székhelyén, és az Egyesült Nemzetek Meditációs Csoportjának igazgatójává nevezték ki.

##### U Thant Békedíj
U Thant emlékének tiszteletére Srí Csinmoj létrehozta az „U Thant Békedíjat”. A Békemeditációs csoport nevében a díjat többek között megkapta Gorbacsov elnök, Mandela elnök, A. B. Vajpayee miniszterelnök, Teréz anya, Ravi Shankar, valamint az ENSZ két volt főtitkára, Kurt Waldheim és Javier Pérez de Cuéllar.

#### Sri Chinmoy Központ
1975-ben nem kormányzati (civil) szervezetként akkreditálták New York-i központját, amely a legjelentősebb a nyugaton működő számos központ közül.

#### Sri Chinmoy Egység-Otthon Békefutás
1987-ben indította el a Sri Chinmoy Egység-Otthon Békefutás nevű világméretű programot, melyen a futók országról országra haladva egy lángoló békefáklyát visznek és adnak kézről kézre. A Világbékefutás útvonala több mint 70 országot érintett, és útvonalán sok embert bevont a futásba. Néhány a hírességek közül, akik tartották a Békefutás fáklyáját: II. János Pál pápa, Desmond Tutu érsek, a Dalai Láma, Nelson Mandela elnök, sok államelnök és kormányfő.

#### Világvallások Parlamentje
1993-ban Chicagóban tartották a Világvallások Parlamentjét, annak százéves évfordulóján. A rendezők Srí Csinmojt kérték fel, hogy rövid, csendes meditációval nyissa meg a fórumot. 2004 júliusában a Világvallások Parlamentjének Barcelona adott otthont. Srí Csinmojt a szervezők ismét felkérték, hogy újra ő tartsa a csendes nyitó meditációt.

### Magyarországon
1990-ben járt először Magyarországon, majd utána 2004-ig még három alkalommal. 2004. május 1-én Pro Cultura Hungarica-díjat kapott. Ugyanezen év novemberében Mádl Ferenc köztársasági elnöktől megkapta a külföldieknek adható legmagasabb állami kitüntetést, a Magyar Köztársasági Érdemrend tisztikeresztjét.

## Kreativitás
Mintegy 1600 könyvcím jelent meg a neve alatt, 
és több száz ingyenes békekoncertet adott szerte a világon.
Tanítványai és saját nyilatkozatai szerint több mint 120 000 verset, 21 000 dalt írt, 150 000 festményt festett. A meditáció élményét színben és formában fejezte ki több ezer misztikus festményén.

## Tanítása

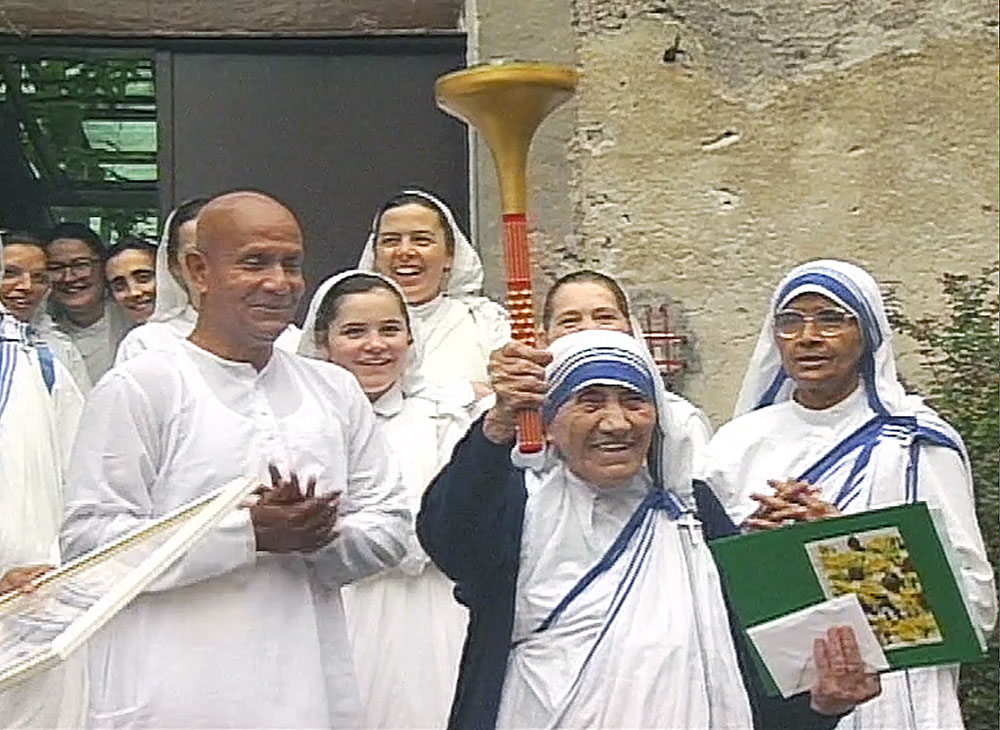
Teréz anyával 1994-ben, aki a békefutók fáklyáját tartja

Nézete szerint gyors spirituális előrehaladást csak a szeretet és az Isten iránti önátadás útjának követésével lehet elérni. Útját a napsütötte ösvénynek, a szeretet, odaadás és önátadás útjának hívta. A szeretet és az Isten iránti odaadás gyakorlása bhakti-jóga néven is ismert. Spirituális útja ugyanakkor magában foglalja a másik két fő jógautat is: a karma-jógát (az önzetlen szolgálatot) és a dzsnyána-jógát (a tudás útját) is. 
Nézete szerint a jóakarat, valamint az emberiség szolgálata révén a világ átalakulhat és világbéke érhető el.
Tanításában mind az önzetlen szolgálat, mind a meditáció fontos szerepet játszik. Tanítványait napi többszöri meditációra késztette, hogy egyre több, és végül tartós örömet és belső békét élhessenek át. Isten vagy a „Legfelsőbb” elérését vagy az önmegvalósítást látta a meditáció végső céljának.
Útja nem a földi lemondás vagy az aszketizmus, hanem egy középső út, ahol a keresőnek lehetősége van lemondani vagy átalakítani azokat a negatív tulajdonságokat, amelyek az Istennel való egység útjában állnak. Kijelentette: 
"Mindannyian keresők vagyunk, és a célunk ugyanaz: a belső béke, a fény és az öröm elérése, elválaszthatatlan eggyé válás a Forrásunkkal, amely valódi elégedettséggel teli élethez vezet." 
Tanításainak eleme az öntúlszárnyalás megértése. Az öntúlszárnyalás az a gyakorlat, hogy új célt kell kitűznünk, és meghaladjuk korábbi korlátainkat, ami elkerülhetetlenül örömet hoz számunkra. Ennek célja, hogy az egyén jobb emberré váljon, ne pedig másokkal versenyezzen.
Tanításának szerves része a többi spirituális út és vallás tiszteletben tartása. Ezt írta: 
Az igazi vallás egyetemes értékekkel rendelkezik. Nem talál hibát más vallásokkal szemben. ... A megbocsátás, az együttérzés, a részvét, a tolerancia, a testvériség és az egység érzése az igazi vallás ismertetőjelei. 
Arra kérte tanítványait, hogy fogadják el a vegetáriánus étrendet, tartózkodjanak a stimuláló szerektől, beleértve az alkoholt is, továbbá tiszta és önmegtartóztató életmódot folytassanak. Tanítása alapján ami visszatartja az embereket a tökéletességtől, az az élvezetek iránti szeretet és az annak való engedékenység.
"A tisztaság olyan, mint a mágnes. Isteni tulajdonságokat vonz az egyénbe."

## Atlétika

### Futás
1977-ben megalakult a Sri Chinmoy Maratoni Csapat; továbbá világszerte különféle rendezvényeket szervezett, a kétmérföldes futásoktól az ultramaratonokig. Az első ún. békefutást 1987 áprilisában indította el a New York-i Világkereskedelmi Központnál, azóta általában kétévente tartják.

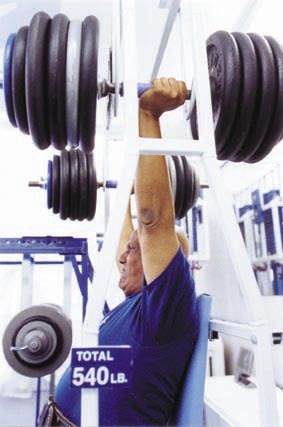
Az idős Srí Csinmoj súlyt emel

1985-ben az akkori oxfordi polgármesterrel megnyitotta az első „Sri Chinmoy Peace Mile” nevű futást a Cutteslowe Parkban, az angliai Oxfordban. Jelenleg számos „békemérföld” létezik a világon.
A budapesti Margit-szigeten található ma egy Srí Csinmoj-békemérföldkő is. Az 1993-as Világbékefutás alkalmából a Sri Chinmoy International Peace Blossoms program kapcsán helyezték el a Hajós Alfréd Nemzeti Sportuszoda bejáratával szemben.
Csinmoj alapította az Self-Transcendence 6- és 10 napos versenyeit is, amelyeket minden áprilisban a New York-i Queensben futnak, valamint az Self-Transcendence 3100 Mile Race-t, amelyet a New York Times a "ultramaratonok csúcsaként" nevezett.
Csinmoj maga is folytatta a futást, majd egy térdsérülés miatt a teniszre és a súlyemelésre váltott.

### Súlyemelés
1985-ben, 54 éves korában kezdte a súlyemelést. Nyilvános súlyemelésében különféle tárgyak sorozata és emberek felemelése szerepelt fizikai teljesítőképességének kihívására. Súlyemelési törekvéseiben azt az üzenetet küldte, hogy bármi lehetséges, ha az ember képes elhárítani az elméjének korlátait.

## Díjak és kitüntetések
Néhány a neki adományozott díjak közül:
- A Béke Zarándoka díj, 1998
- Ázsia Fénye díj, 1998
- Ghandi Békedíj, 1994, Coretta Scott Kinggel megosztva.
- Elismerés a Cambridge-i Egyetemtől, 2000
- Teréz Anya díj, 2002
- Jesse Owens Humanitárius Díj, 2002
- Kelet-Timor Szabadság Érdemérme, 2004
- Vietnam Nemzetek Közti Békéért és Barátságért Érdemérme, 2004
- Bölcsészettudományok díszdoktora, 1993 (adta: Cebu városi Dél-Fülöp-szigeteki Egyetem)
- Tiszteletbeli professzor, 2004 (adta: oroszországi Gyermek Hematológiai Kutató Intézet Tudományos Tanácsa)
- Puerto Rico tiszteletbeli békenagykövete, 1986
- Aranyszív (Corazón de Oro), 1998 (adta: a Mexikói Írók és Zeneszerzők Társasága)
- Hindu Reneszánsz Díj, 1997[52]
- UNESCO Nehru Medallion[53][54]
- Gold Medal in Literature[54]

További egyetemi díjak és elismerések
- Tiszteletbeli Meghívott Tudós – Honorary Visiting Scholar, 1978 (adta: Pacific School of Religion University of California at Berkeley, USA)
- A Világ Polgára Humanitárius Díj – World Citizen Humanitarian Award, 1991 (Világbéke Egyetem, Oregon, USA)
- Matsunaga Institute for Peace Award, 1993 (adta: University of Hawaii Spark M. Matsunaga Institute for Peace Hawaii, USA)
- A Filozófia Díszdoktora a Nemzetközi Kapcsolatokban – Doctor of Philosophy in International Relations Honorary Degree, 1994 (adta: Szentpétervári Állami Egyetem, Oroszország)
- A Filozófia Díszdoktora a Nemzetközi Kapcsolatokban – Doctor of Philosophy in International Relations Honorary Degree, 1994 (Donyeck Egyetem, Ukrajna)
- Világbéke Irodalmi Díj – World Peace Literature Award, 1995 (adta: University of Washington Department of English, Seattle, Washington, USA)
- A Filozófia Doktora a Vallási Tudományokban – Doctor of Philosophy in Religious Science, 1995 (adta: St. Mark’s Major Seminary and College, Minnesota, USA)
- A Filozófia Doktora a Béke Tanulmányokban – Doctor of Philosophy in Peace Education Studies 1995 (adta: Pápai Katolikus Egyetem, Brazília)
- A Béke Álmodója Díj – Dreamer of Peace Award, 1998 (adta: Brit Columbiai Egyetem, Kanada)
- A Béke Diákja – A Student of Peace Award, 1998 (adta: Victoriai Egyetem, Kanada)
- India Béke-Szolgálat-Fa Díj – India’s Peace-Service-Tree Award, 1998 (adta: Floridai Nemzetközi Egyetem, USA)
- Békeoktató Díj – Peace Educator Award, 1998 (adta: University of Texas at Austin Department of Sociology and Ad Hoc Committee on Peace and Conflict Studies, Austin, Texas, USA)
- Békével Elárasztott Világ Álmodója Díj – The Dreamer of a Peace-Filled World Award, 1998 (adta: Hawaii Egyetem, Hawaii, USA)
- A Béke Egyetemes Hangja – Universal Voice of Peace Award, 1999 (adta: Ottawai Egyetem, Kanada)
- Az Évezred Hírnöke Díj – Messenger of the Millennium Award, 1999 (adta: St. John’s University Department of Theology and Religious Studies, Queens, NY, USA)
- Elismerés a Harvard Egyetemtől – Citation of Honour, 2000 (adta: The Pluralism Project at Harvard University, Boston, Massachusetts, USA)

2007-ben jelölték a Nobel-békedíjra is.

## Szobrai

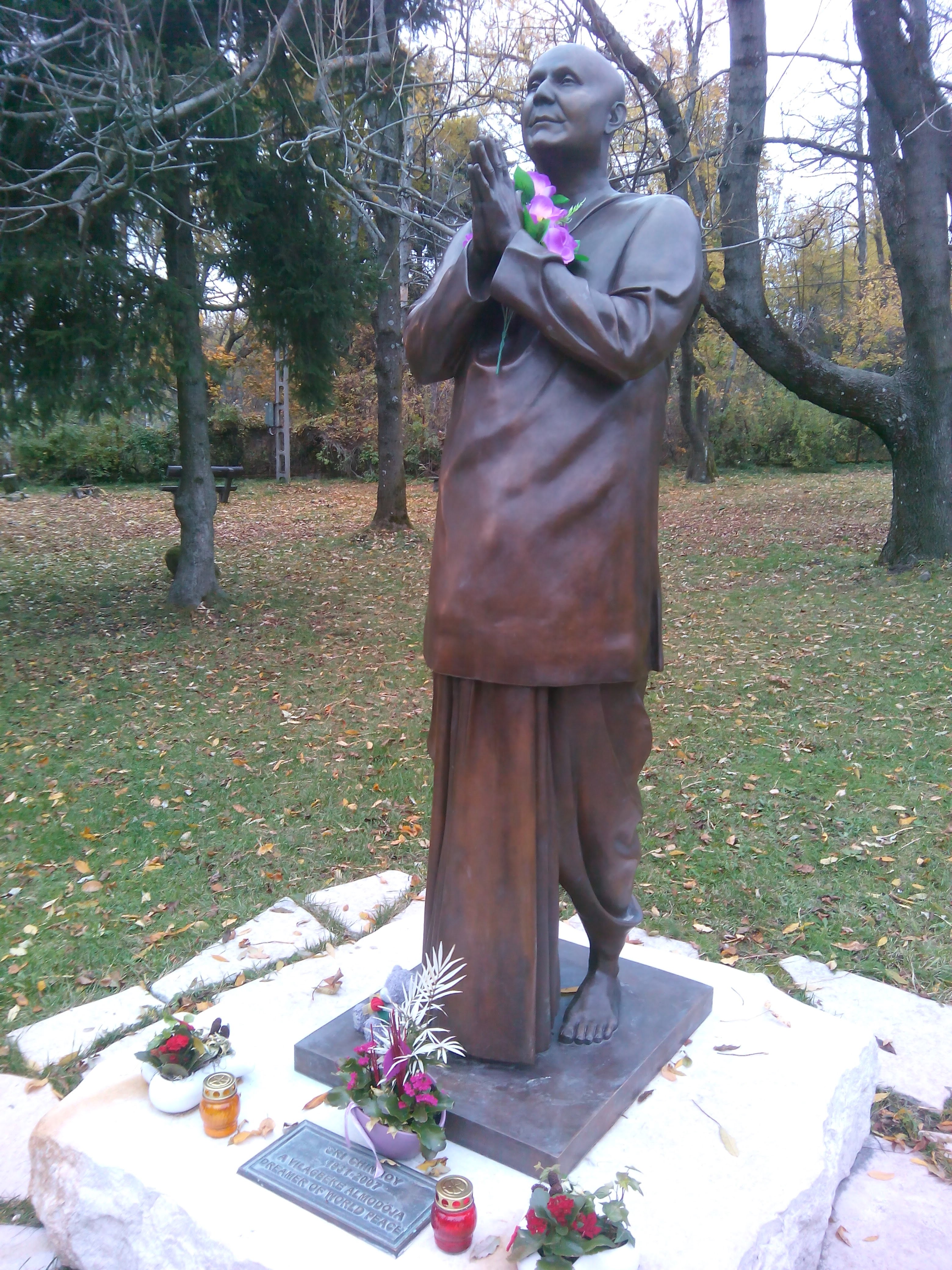
Sri Chinmoy szobra Dobogókőn

A munkásságnak és sokakat inspiráló filozófiának a tiszteletére, szerte a világon állítottak neki szobrokat. A róla készült szobrok részei a Sri Chinmoy Peace Blossoms programnak, melyhez több mint 150 ország és nemzet csatlakozott. Az 1986 óta működő Sri Chinmoy Peace-Blossoms program részeként számos jelentős helyszínt és alkotást szentelnek a békének világszerte – a természeti csodáktól kezdve egész nemzetekig. A Peace-Blossoms program lehetőséget kínál különböző közösségek számára, hogy részt vegyenek az emberiség közös békére törekvésében. Magyarország 1999-ben csatlakozott a Sri Chinmoy Békevirágok programhoz és lett Sri Chinmoy Békevirág-nemzet.
A szobrait a világ minden táján békezarándokok keresik fel, hogy nagyrabecsülésüket fejezzék ki és töltekezzenek abból a filozófiából, amit létrehozott. A világon fellelhető kültéri szobrain kívül pedig a Chinmoy Collection által készített eredeti és élethű szobrok adnak lehetőséget követőinek és az igényes műgyűjtőknek, hogy akár az otthonukban tudhassanak egy különleges limitált példányszámban készített szobrot Sri Chinmoyról, hogy a saját életterükbe vihessék ennek a különleges békeprogramnak egy darabját. A Chinmoy Collection a mester tanítványainak gondozásában jött létre, melynek bevételeiből Csinmoj filozófiájának terjesztését támogatják és munkásságukkal hozzájárulnak a világszinten kiállított szobrok további létrehozásához.

## Versek
Élete során – egyéb verseskönyvek mellett – három nagy versgyűjteményt írt, melyek összesen 87 ezer verset tartalmaznak.
- Tízezer Virág-Láng (Ten Thousand Flower-Flames) – 1979. október 22-től 1983. július 3-ig.[62]
- Huszonhétezer Törekvés-Növény (Twenty-Seven Thousand Aspiration-Plants) – 1983. július 10-től 1998. január 24-ig.[63]
- Hetvenhétezer Szolgálat-Fa (Seventy-Seven Thousand Service-Trees) – 1998 január 24-től 2007 októberéig 50.000 vers született.[64]

## Művei magyarul

### 1999-ig
- Szívvirágok. Szövegek, aforizmák, költemények. Spirituális inspirációk minden napra; ford. Sri Chinmoy Centre Budapest; Golden Shore Kft., Bp., 1992
- Meditáció; Golden Shore Kft., Bp., 1993
- Gyermekszív és gyermekálmok. Spirituális bölcsességben felnőve. Útmutató szülőknek és gyermekeknek; ford. Sri Chinmoy Centre; Golden Shore Kft., Bp., 1994
- Halál és újjászületés: végtelen utazás; ford. Sri Chinmoy Centre; Golden Shore Kft., Bp., 1994
- Boldogság; Madal Bal Kft., Bp., 1996
- Everest-törekvés; Madal Bal Kft., Bp., 1997
- Primer. Bevezetés a spirituális életbe; s.n., s.l., 1998

### 2000–2009
- Mester és tanítvány; Golden Shore Kft., Bp., 2000
- The wings of joy / Az öröm szárnyai. Útkeresés a belső boldogsághoz. Ösztönző meditációk, anekdoták és tanítások lelkünk táplálására; Bioenergetic, Bp., 2002
- Okkultizmus és miszticizmus. Kérdések és válaszok az okkultizmus, a miszticizmus és a spiritualitás világáról. Egyetemi előadás és három történet az okkultizmus témakörében; Madal Bal, Bp., 2002
- Az életmegvilágosító útitárs, 1-2.; Madal Bal, Bp., 2002–2003
- Ezüst álmok szárnyán. Kérdések és válaszok az álmok spirituális értelmére; Madal Bal Kft., Bp., 2002
- Meditációs technikák; 2. átdolg. kiad.; Madal Bal Kft., Bp., 2002
- Az Isten-élet csúcsai: szamádhi és sziddhi. Felszabadulás, megvilágosodás, nirvána és megvalósulás; Bioenergetic, Bp., 2003
- A lélek kertje. Tanítások arról, hogyan éljünk békében, boldogságban és harmóniában; ford. Gerő Emese; Magyar Könyvklub, Bp., 2003
- Életem lélek-utazása. Mindennapi meditációk; ford. Gerő Emese; Magyar Könyvklub, Bp., 2003
- Avatárok és mesterek; Madal Bal, Bp., 2003
- Az igaz tanítvány; Madal Bal, Bp., 2003
- A zene forrása. Zene és mantra az önmegvalósításhoz; ford. Szabóné Lukáts Mária; Madal Bal, Bp., 2004
- Asztrológia, természetfeletti és túlvilág. Kérdések és válaszok az asztrológiáról, a természetfelettiről és a túlvilágról; ford. Gerő Emese; Madal Bal, Bp., 2004
- Isten soha nem alszik; ford. Székely Máté; Madal Bal, Bp., 2005
- Megbocsátás; ford. Gerő Emese; Madal Bal, Bp., 2005
- Jóga és spirituális élet; ford. Milisits Tamás; Madal Bal, Bp., 2005
- Kundalini, az anya-erő; ford. Gerő Emese; Madal Bal, Bp., 2005
- Az isteni hős. Hogyan győzhetünk az élet csataterén; ford. Gerő Emese; Madal Bal, Bp., 2005
- Mire meditálj? Vizualizációs gyakorlatok bizonyos tulajdonságok és minőségek megszerzésére; ford. Rongits Gábor; Madal Bal, Bp., 2005
- Uram felfedett titkai; ford. Rongits Gábor; Madal Bal, Bp., 2006
- India csoda-lakomái. Indiai spirituális mesterek történetei; ford. Székely Máté; Madal Bal, Bp., 2006
- Meditáció. Az ember tökéletessége Isten elégedettségére; ford. Gerő Emese; Madal Bal, Bp., 2006
- Részvét; ford. Gerő Emese; Madal Bal, Bp., 2006
- Boldogság; 2. átdolg. kiad; Madal Bal, Bp., 2006
- Sri Chinmoy bölcsessége; ford. Gerő Emese; Madal Bal, Bp., 2006
- Angyalok; Madal Bal, Bp., 2007
- Alapdalok és mantrák; s.n., s.l., 2007
- Halál és újjászületés: végtelen utazás; ford. Gerő Emese; 2. átdolg. kiad.; Madal Bal Kft., Bp., 2007
- Lehetőség; Madal Bal, Bp., 2007
- Bátorítás; Madal Bal, Bp., 2007
- Barátság; Madal Bal, Bp., 2007
- Harmónia; Madal Bal, Bp., 2007
- Szeretet; ford. Gerő Emese; Madal Bal, Bp., 2007
- Béke; Madal Bal, Bp., 2007
- Szeretet-fény; ford. Rongits Gábor; Madal Bal, Bp., 2007
- Születésnapok; Madal Bal, Bp., 2007
- Kegyelem; ford. Gerő Emese; Madal Bal, Bp., 2007
- Szeretet, öröm, boldogság; Madal Bal, Bp., 2007
- Képzeld el; Madal Bal, Bp., 2007
- Az öröm szárnyai. Útkeresés a belső harmóniához. Ösztönző meditációk, anekdoták és tanítások lelkünk táplálására; ford. Gerő Emese; Madal Bal, Bp., 2009 + CD
- Boldogság; ford. Gerő Emese; 2. átdolg. kiad.; Madal Bal, Bp., 2009 + CD

### 2010–2019
- Ötven egység-szív-dala egy tökéletes Istennek és egy tökéletes gyermeknek; ford. Szélpál Lívia; Sri Chinmoy Könyvalap, s.l., 2010
- Istenről... Válogatott írások; ford. Kertészné Újvári Sarolta; Madal Bal, Bp., 2010
- A belső ígéret. Utak a belső tökéletesség eléréséhez; ford. Gerő Emese; Madal Bal, Bp., 2010
- Sri Chinmoy bölcsessége; 2. átszerk. kiad.; Madal Bal, Bp., 2010
- Tízezer virág-láng. Válogatás Sri Chinmoy verseiből; vál., ford. Agadha Székely Máté; Madal Bal, Bp., 2010
- Sri Chinmoy's song-flowers. Válogatás Sri Chinmoy dalaiból, 1.; ford. Agadha; s.n., s.l., 2010
- Szívkert. Aforizmagyűjtemény az öröm és az ösztönzés jegyében; szerk. Sahayak Plowman, ford. Gerő Emese; Madal Bal, Bp., 2011 + CD
- 700 wisdom-flowers. Bölcsesség-virág; vál. Málits Devabala, ford. Gerő Emese; Madal Bal, Bp., 2011
- A lélek dalai / Songs of the soul; Madal Bal, Bp., 2012
- Endless energy. Writings on running by Sri Chinmoy / Végtelen energia. Sri Chinmoy írásai a futásról; ford. Ágoston Andrea; Madal Bal, Bp., 2013
- A külső futás és a belső futás. Hogyan hozd elő belső képességeidet a sportban?; Madal Bal, Bp., 2013
- Fuvolám; ford. Maláya Rongits Gábor; Madal Bal, Bp., 2014
- A boldogság ékkövei. Inspiráció és bölcsesség az élet-utazáshoz; ford. Kshemya Szélpál Lívia, Gerő Emese; Madal Bal, Bp., 2014 + CD
- A boldogság ékkövei. Inspiráció és bölcsesség az élet-utazáshoz; ford. Kshemya Szélpál Lívia, Gerő Emese; 2. jav. kiad.; Madal Bal, Bp., 2015
- A külső futás és a belső futás. Hogyan hozd elő belső képességeidet a sportban?; 2. bőv., jav. kiad.; Madal Bal, Bp., 2017
- Meditációs technikák; ford. Maláya Rongits Gábor; Madal Bal, Bp., 2017
- A spirituális élet. A szív útja. A legegyszerűbb mód belső kincseid – a béke, az öröm, a fény és a szeretet – felfedezésére; ford. Gerő Emese; Madal Bal, Bp., 2017
- Everest-törekvés; 2. jav. kiad.; Madal Bal, Bp., 2018
- Szívvirágok. Szövegek, aforizmák, költemények. Spirituális inspirációk minden napra; 2. jav. kiad.; Madal Bal, Bp., 2018
- Sri Chinmoy válaszol 5. Kérdések és válaszok; ford. Milisits Tamás; Madal Bal, Bp., 2018
- Gyermekszív és gyermekálmok. Spirituális bölcsességben felnőve. Útmutató szülőknek és gyermekeknek; 2. jav. kiad.; Madal Bal, Bp., 2018
- Okkultizmus és miszticizmus; 2. jav. kiad.; Madal Bal, Bp., 2018
- Ezüst álmok szárnyán. Kérdések és válaszok az álmok spirituális értelmére; 2. jav. kiad.; Madal Bal Kft., Bp., 2018
- Khama karo "Bocsáss meg nekem, bocsáss meg nekem!" Sri Chinmoy írásai a megbocsátásról; ford. Raktima Takács Szilvia; Madal Bal, Bp., 2018
- Megbocsátás; ford. Gerő Emese; 2. jav. kiad.; Madal Bal, Bp., 2018
- Sri Chinmoy válaszol 7. Kérdések és válaszok; ford. Milisits Tamás; Madal Bal, Bp., 2018
- Belső és külső béke; ford. Gerő Emese; Madal Bal, Bp., 2018
- Egy tökéletes Isten és egy tökéletes gyermek ötven egység-szív-dala; ford. Kshémya Szélpál Lívia; Madal Bal, Bp., 2019
- A tökéletes isteni vállalkozás; ford. Gerő Emese; Madal Bal, Bp., 2019
- Sri Chinmoy válaszol 1. Kérdések és válaszok; ford. Milisits Tamás; Madal Bal, Bp., 2019
- Sri Chinmoy válaszol 7. Kérdések és válaszok; ford. Milisits Tamás; 2. jav. kiad.; Madal Bal, Bp., 2019
- Az örökkévalóság lélek-madara I-II.; ford. Milisits Tamás; Madal Bal, Bp., 2019
- Mire meditálj? Vizualizációs gyakorlatok bizonyos tulajdonságok és minőségek megszerzésére; ford. Rongits Gábor Maláya; 2. jav. kiad.; Madal Bal, Bp., 2019
- Kundalini, az anya-erő; ford. Gerő Emese; 2. jav. kiad.; Madal Bal, Bp., 2019
- A Védák. A halhatatlanság első hívó szava; ford. Milisits Tamás Dambholi; Madal Bal, Bp., 2019
- A Fiú; s.n., s.l., 2019

### 2020–
- Az élet értelem-dzsungele és szív-kertje; s.n., s.l., 2020
- Sri Chinmoy válaszol 2. Kérdések és válaszok; ford. Milisits Tamás Dambholi; Madal Bal, Budapest, 2020
- Hála. Egy isteni minőség, mely megtestesíti az összes isteni minőséget. Válogatás Sri Chinmoy írásaiból; Discovery Bliss, Csömör, 2020
- Csodák, emanációk és álmok; ford. Takács Raktima; Madal Bal, Budapest, 2020
- A spirituális élet alapjai. Gyakorlati útmutató. Napi program Sri Chinmoy tanítása alapján; Gunagriha; s.n., s.l., 2020
- Az upanisadok. India lelkének koronája; ford. Milisits Tamás Dambholi; Madal Bal, Bp., 2020
- My morning soul-body prayers, part 14 / Reggeli lélek-test imáim, 14. rész; s.n., s.l., 2020
- Asztrológia, természetfeletti és túlvilág. Kérdések és válaszok az asztrológiáról, a természetfelettiről és a túlvilágról; ford. Gerő Emese; 2. jav. kiad; Madal Bal, Budapest, 2021
- Az isteniség otthonának földet megvilágosító hírnökei. Történetek a Puránákból, az indiai szent iratokból; ford. Nagy Alexandra; Madal Bal, Budapest, 2021
- Értelem-zűrzavar és szív-megvilágosodás / Mind-confusion and heart-illumination; s.n., s.l., 2021
- Sri Chinmoy válaszol 3. Kérdések és válaszok; ford. Milisits Tamás Dambholi; Madal Bal, Budapest, 2021
- Az én vallásom / My religion; Discovery Bliss, Csömör, 2021
- A hála szárnyai. Meditációk az év minden napjára; ford. Malaya, Szeremi Attila; s.n., s.l., 2021
- Avatárok élete és tanítása. Történetek a legnagyobb spirituális mesterek életéből. Ráma, Krisna, Buddha, Jézus, Chaitanya, Rámakrisna, Aurobindo; Discovery Bliss, Csömör, 2021
- Isten nagysága és Isten jósága; Discovery Bliss, Csömör, 2021
- A true disciple / Az igaz tanítvány; Madal Bal, Budapest, 2021
- Sri Chinmoy válaszol 6. Kérdések és válaszok; ford. Milisits Tamás; Madal Bal, Budapest, 2021
- Lélek-suttogások. Válogatás Sri Chinmoy írásaiból. 1. rész; s.n., s.l., 2021
- I meditate / Meditálok; Discovery Bliss, Csömör, 2021
- Látomás-égbolt és intuíció-madár. Sri Chinmoy válogatott írásai; ford. Kertészné Ujváry Sarolta; Madal Bal, Budapest, 2021
- Twenty-seven thousand aspiration-plants / Huszonhétezer törekvés-növény; s.n., s.l., 2021
  - 1. ???
  - 2. 501–1000
  - 3. 1001–1500
- Sri Chinmoy válaszol 8. Kérdések és válaszok; ford. Milisits Tamás Dambholi; Madal Bal, Budapest, 2021
- Lélek-nevelés a világ-család érdekében; ford. Kertészné Ujváry Sarolta; Madal Bal, Budapest, 2021
- Tanítványok kézikönyve. Válogatás Sri Chinmoy írásaiból; s.n., s.l., 2021–
  - 1. ???
  - 2. Az úton; 2021
  - 3. Guruval; 2021
- A zene forrása. Zene és mantra az önfelismeréshez; ford. Szabóné Lukáts Mária; 2. jav. kiad; Madal Bal, Budapest, 2021
- Two God-amusement-rivals: my heart-song-beauty and my life-dance-fragrance / Két Isten-szórakoztató-vetélytárs: szív-dal-szépségem és élet-tánc-illatom, 1-2.; s.n., s.l., 2021
- Meditációk: táplálék a léleknek; Discovery Bliss, Csömör, 2021
- Történetek a Mahábháratából; ford. Kerekes Zsuzsa, Malaya; Bliss Kft., Csömör, 2022
- Az élet kalandja. A jógáról, a meditációról és az élet művészetéről; ford. Gerő Emese; Madal Bal, Budapest, 2022
- Életfalevelek; ford. Nagy Alexandra; Madal Bal, Budapest, 2022
- The jackal's punishment / A sakál büntetése; ford. Nagy Alexandra; Madal Bal, Budapest, 2022
- A különbség Isten és köztem; ford. Kálos Péter; Bliss Kft., Csömör, 2022
- Sri Chinmoy válaszol 9. Kérdések és válaszok; ford. Milisits Tamás Dambholi; Madal Bal, Budapest, 2022
- Sri Chinmoy válaszol 10. Kérdések és válaszok; ford. Milisits Tamás Dambholi; Madal Bal, Budapest, 2022
- A lélek útja; ford. Nagy Alexandra; Madal Bal, Budapest, 2022.
- Sri Chinmoy válaszol 11. Kérdések és válaszok; ford. Milisits Tamás Dambholi; Madal Bal, Budapest, 2022
- Sri Chinmoy válaszol 12. Kérdések és válaszok; ford. Milisits Tamás Dambholi; Madal Bal, Budapest, 2022
- Kommentárok a Bhagavad Gítához, a transzcendentális lélek dalához; ford. Milisits Tamás Dambholi; Madal Bal, Budapest, 2022
- Sri Chinmoy válaszol 13. Kérdések és válaszok; ford. Milisits Tamás Dambholi; Madal Bal, Budapest, 2022
- I am helpless because my name is oneness-starvation / Tehetetlen vagyok, mert a nevem egység-éhínség; ford. Benkes Nicoleta; Bliss Kft., Csömör, 2022
- Törekvés-test, megvilágosítás-lélek; ford. Milisits Tamás Dambholi; Madal Bal, Bp., 2023
- Tökéletes egészséget keresve. Spirituális titkok, hogyan legyünk egészségesek. Sri Chinmoy írásaiból válogatva; ford. Benkes Nicoletta, Kálos Péter; Bliss Kft., Csömör, 2022
- Béke; 2. jav. kiad; Madal Bal, Budapest, 2022
- Sri Chinmoy válaszol 14. Kérdések és válaszok; ford. Milisits Tamás Dambholi; Madal Bal, Budapest, 2023
- Kerékpáros élményeim; ford. Milisits Tamás Dambholi; Madal Bal, Budapest, 2023
- Sri Chinmoy válaszol 15. Kérdések és válaszok; ford. Milisits Tamás Dambholi; Madal Bal, Budapest, 2023
- A tea és kávétapasztalataim könyve; ford. Milisits Tamás Dambholi; Madal Bal, Budapest, 2023
- Barátság az állatvilággal; ford. Takács Szilvia Raktima; Madal Bal, Budapest, 2023
- Sri Chinmoy válaszol 16. Kérdések és válaszok; ford. Milisits Tamás Dambholi; Madal Bal, Budapest, 2023
- Gyermekek beszélgetése Istennel; ford. Csipak Zsolt; Bliss Kft., Csömör, 2023
- Mesterem. Idézetek Sri Chinmoy írásaiból; ford. Balogh Zsuzsa; Discovery Bliss, Csömör, 2023
- Obedience. Heart, fragrance / Engedelmesség. Szív, illat; s.n., s.l., 2023
- Hallgass a természetre. Harmóniában élni a Földdel. Válogatott írások és beszédek; Discovery Bliss, Csömör, 2024
- Sri Chinmoy válaszol 17. Kérdések és válaszok; ford. Milisits Tamás Dambholi; Madal Bal, Budapest, 2024
- Sri Chinmoy válaszol 18. Kérdések és válaszok; ford. Milisits Tamás Dambholi; Madal Bal, Budapest, 2024
- A virágzó center-kert; ford. Gerő Emese; Madal Bal, Budapest, 2024